# 平松ケイ
平松 ケイ（ひらまつ けい、1976年5月18日 - ）は、日本の元AV女優、元ストリッパーである。

## 人物
- 1997年1月にデビュー。
- その後浅草ロック座専属のストリッパーに転身し、2013年12月までステージに立った[1]。
- 趣味：ショッピング、カラオケ
- 好きなタイプ：優しくてエッチな人

## 作品

### ビデオ
- 激情（1997年1月15日、宇宙企画）
- DESIRE（1997年2月28日、VIP）
- H秘書はナマがお好き　Part20（1997年3月28日、HRC）
- 麗嬢エロ狂い （1997年4月6日、宇宙企画）
- NEO出血大制服31 （1997年5月15日、VIP）
- ベッドヒート!2　女教師・乳房の誘惑 （1997年7月18日、セクシア）
- タマにはしゃぶりたい（1997年9月13日、セクシア）
- 首輪の女教師（1997年10月31日、シネマジック）
- 凌辱遊戯（アタッカーズ）
- 酷使夢想―九萬単騎の罠― （アタッカーズ）
- 女医 蛇縛の妄想天使（アタッカーズ）
- 雪村亭日記 平松ケイ（サンセットカラー）

### ピンク映画
- スキモノ熟女 ぬめり下半身（1997、エクセス・フィルム）

### ビデオシネマ
- 人妻Mの秘密 覗かれた欲望（1998、レジェンド・ピクチャーズ）